# NAC Breda in het seizoen 2008/09
Het seizoen 2008-2009 van NAC Breda was het 52ste seizoen van de Nederlandse voetbalclub in het betaald voetbal. De club speelde net als het voorgaande seizoen, toen het op de derde plaats was geëindigd, in de Eredivisie.
Na een goede start van het seizoen, waarbij NAC Breda na zes speelronden koploper was, werden de prestaties steeds wisselvalliger. Na de winterstop bereikte de club nog de halve finale van de strijd om de KNVB beker, ten koste van AZ Alkmaar. Maar het uitduel met FC Twente werd verloren.
NAC Breda eindigde het seizoen uiteindelijk toch op de achtste plaats en mocht daarmee deelnemen aan de play-offs om te strijd aan te gaan om via deze weg een Europees startbewijs te bemachtigen. Dat lukte door te winnen van Feyenoord en FC Groningen.

## Achtergrond
In het voorgaande seizoen was NAC Breda na de reguliere competitie op de derde plaats geëindigd, maar na verliespartijen in de play-offs tegen FC Twente, sc Heerenveen en N.E.C. behaalde NAC Intertoto-voetbal. Er heeft een trainerswisseling plaatsgehad; het contract van Ernie Brandts werd niet verlengd en Robert Maaskant is zijn opvolger.

### Overzicht mutaties selectie

#### Vertrokken spelers voor aanvang seizoen
| speler            | positie      | nieuwe club        | bijzonderheden          |
| ----------------- | ------------ | ------------------ | ----------------------- |
| Rogier Molhoek    | Middenveld   | Vitesse            | Was gehuurd van AZ      |
| Sander van Gessel | Verdediging  | Sparta Rotterdam   |                         |
| Victor Sikora     | Aanval       | Dallas             | Geen contractverlenging |
| Rogier Veenstra   | Linksbuiten  | Excelsior          | Verhuurd                |
| Aykut Demir       | Verdediger   | Excelsior          | Verhuurd                |
| Sander Fischer    | Verdediger   | Cambuur Leeuwarden |                         |
| Ahmed Ammi        | Verdediger   | ADO Den Haag       | Verkocht                |
| Ronnie Stam       | middenvelder | FC Twente          | Verkocht                |

#### Aangetrokken spelers voor aanvang seizoen
| Speler                | positie                | oude club     | bijzonderheden                       |
| --------------------- | ---------------------- | ------------- | ------------------------------------ |
| Kees Kwakman          | Verdediging-middenveld | RBC           |                                      |
| Ellery Cairo          | Rechtsbuiten           | Coventry City |                                      |
| Donny Gorter          | Middenvelder           | PSV           | Was gehuurd van PSV                  |
| Jim van Fessem        | Keeper                 | De Graafschap |                                      |
| Martijn Reuser        | Aanvallend middenveld  | RKC Waalwijk  | Vrije transfer                       |
| Rafael Pollack        | Spits                  | SV Würmla     |                                      |
| Enric Valles Prat     | Middenvelder           | FC Barcelona  | 2-jarige contract/optie voor 3e jaar |
| Tommie van der Leegte | middenvelder           | PSV           |                                      |

#### Aangetrokken spelers tijdens de winterstop
| speler           | positie            | oude club | bijzonderheden          |
| ---------------- | ------------------ | --------- | ----------------------- |
| Nourdin Boukhari | Middenveld/ aanval | Clubloos  | contract tot zomer 2009 |

## Statistieken

### Intertoto
| datum        |              | uitslag |              | doelpunt(en) NAC |
| ------------ | ------------ | ------- | ------------ | ---------------- |
| 19 juli 2008 | NAC Breda    | 1-0     | Rosenborg BK | Matthew Amoah    |
| 27 juli 2008 | Rosenborg BK | 2-0     | NAC Breda    |                  |

### Competitiewedstrijden
| datum             |                 | uitslag |                 | doelpunt(en) NAC            | punten | ranglijst |
| ----------------- | --------------- | ------- | --------------- | --------------------------- | ------ | --------- |
| 31 augustus 2008  | AZ              | 1-2     | NAC Breda       | Amoah 2×                    | 3      | 7         |
| 14 september 2008 | NAC Breda       | 1-3     | Willem II       | Amoah                       | 3      | 10        |
| 21 september 2008 | Roda JC         | 0-3     | NAC Breda       | Kwakman, Amoah, Gorter      | 6      | 5         |
| 27 september 2008 | NAC Breda       | 4-2     | sc Heerenveen   | Reuser, Lurling, Amoah 2×   | 9      | 3         |
| 5 oktober 2008    | FC Volendam     | 2-4     | NAC Breda       | Kwakman, Amoah 2×, Lurling  | 12     | 3         |
| 18 oktober 2008   | NAC Breda       | 2-1     | PSV             | Simons (ed), Amoah          | 15     | 1         |
| 26 oktober 2008   | FC Utrecht      | 0-0     | NAC Breda       |                             | 16     | 2         |
| 29 oktober 2008   | NAC Breda       | 0-1     | FC Twente       |                             | 16     | 4         |
| 1 november 2008   | NAC Breda       | 1-0     | FC Groningen    | Penders                     | 19     | 3         |
| 7 november 2008   | De Graafschap   | 0-2     | NAC Breda       | Amoah 2×                    | 22     | 3         |
| 14 november 2008  | NAC Breda       | 3-0     | Heracles Almelo | Cairo, De Graaf, Zwaanswijk | 25     | 2         |
| 22 november 2008  | NAC Breda       | 1-1     | N.E.C.          | De Graaf                    | 26     | 2         |
| 30 november 2008  | Sparta          | 4-0     | NAC Breda       |                             | 26     | 3         |
| 7 december 2008   | NAC Breda       | 0-4     | ADO Den Haag    |                             | 26     | 4         |
| 12 december 2008  | AFC Ajax        | 3-0     | NAC Breda       |                             | 26     | 6         |
| 20 december 2008  | NAC Breda       | 2-0     | Vitesse         | Kolkka, Lurling             | 29     | 5         |
| 26 december 2008  | Feyenoord       | 3-1     | NAC Breda       | Amoah                       | 29     | 5         |
| 17 januari 2009   | NAC Breda       | 1-1     | FC Utrecht      | Zwaanswijk                  | 30     | 6         |
| 19 januari 2008   | PSV             | 2-2     | NAC Breda       | Loran, Kolkka               | 31     | 6         |
| 31 januari 2008   | NAC Breda       | 1-1     | FC Volendam     | Kolkka                      | 32     | 7         |
| 4 februari 2009   | FC Twente       | 4-1     | NAC Breda       | Idabdelhay                  | 32     | 7         |
| 7 februari 2009   | sc Heerenveen   | 3-1     | NAC Breda       | Zwaanswijk                  | 32     | 8         |
| 14 februari 2009  | NAC Breda       | 1-0     | Roda JC         | Boukhari                    | 35     | 8         |
| 21 februari 2009  | ADO Den Haag    | 1-1     | NAC Breda       | Boukhari                    | 36     | 8         |
| 28 februari 2009  | NAC Breda       | 3-1     | Sparta          | Boukhari, Penders, Feher    | 39     | 7         |
| 8 maart 2009      | NAC Breda       | 1-2     | Feyenoord       | Gorter                      | 39     | 7         |
| 14 maart 2009     | Vitesse         | 0-3     | NAC Breda       | Bouhkari, Lurling, Feher    | 42     | 7         |
| 22 maart 2009     | NAC Breda       | 0-3     | AFC Ajax        |                             | 42     | 7         |
| 5 april 2009      | Willem II       | 2-0     | NAC Breda       |                             | 42     | 7         |
| 10 april 2009     | NAC Breda       | 0-1     | AZ              |                             | 42     | 7         |
| 17 april 2009     | Heracles Almelo | 4-0     | NAC Breda       |                             | 42     | 8         |
| 25 april 2009     | N.E.C.          | 2-3     | NAC Breda       | Kwakman, Bouhkari, Lurling  | 45     | 7         |
| 3 mei 2009        | NAC Breda       | 0-1     | De Graafschap   |                             | 45     | 8         |
| 10 mei 2009       | FC Groningen    | 1-0     | NAC Breda       |                             | 45     | 8         |

### Wedstrijden KNVB beker
| datum      | fase       |              | uitslag              |              | doelpunt(en) NAC      |
| ---------- | ---------- | ------------ | -------------------- | ------------ | --------------------- |
| 24-09-2008 | 2de        | GVVV         | 1-3                  | NAC Breda    | Reuser, Amoah, Kolkka |
| 11-11-2008 | 3de        | FC Omniworld | 0-1                  | NAC Breda    | Amoah                 |
| 21-01-2009 | 1/8 finale | NAC Breda    | 2-2 (NAC w.n.s. 7-6) | FC Groningen | Boukhari, Idabdelhay  |
| 05-03-2009 | 1/4 finale | AZ Alkmaar   | 1-2                  | NAC Breda    | Boukhari, Lurling     |
| 21-04-2009 | 1/2 finale | FC Twente    | 3-1                  | NAC Breda    | Lurling               |

### Play-offs
| datum       | fase      |              | uitslag |              | doelpunt(en) NAC                 |
| ----------- | --------- | ------------ | ------- | ------------ | -------------------------------- |
| 16 mei 2009 | voorronde | NAC Breda    | 3-2     | Feyenoord    | Penders, Gorter, Amoah           |
| 21 mei 2009 | voorronde | Feyenoord    | 0-4     | NAC Breda    | Penders, Reuser, Kwakman, Kolkka |
| 28 mei 2009 | finale    | NAC Breda    | 1-1     | FC Groningen | Idabdelhay                       |
| 31 mei 2009 | finale    | FC Groningen | 0-2     | NAC Breda    | Amoah, Feher                     |